# Cranios

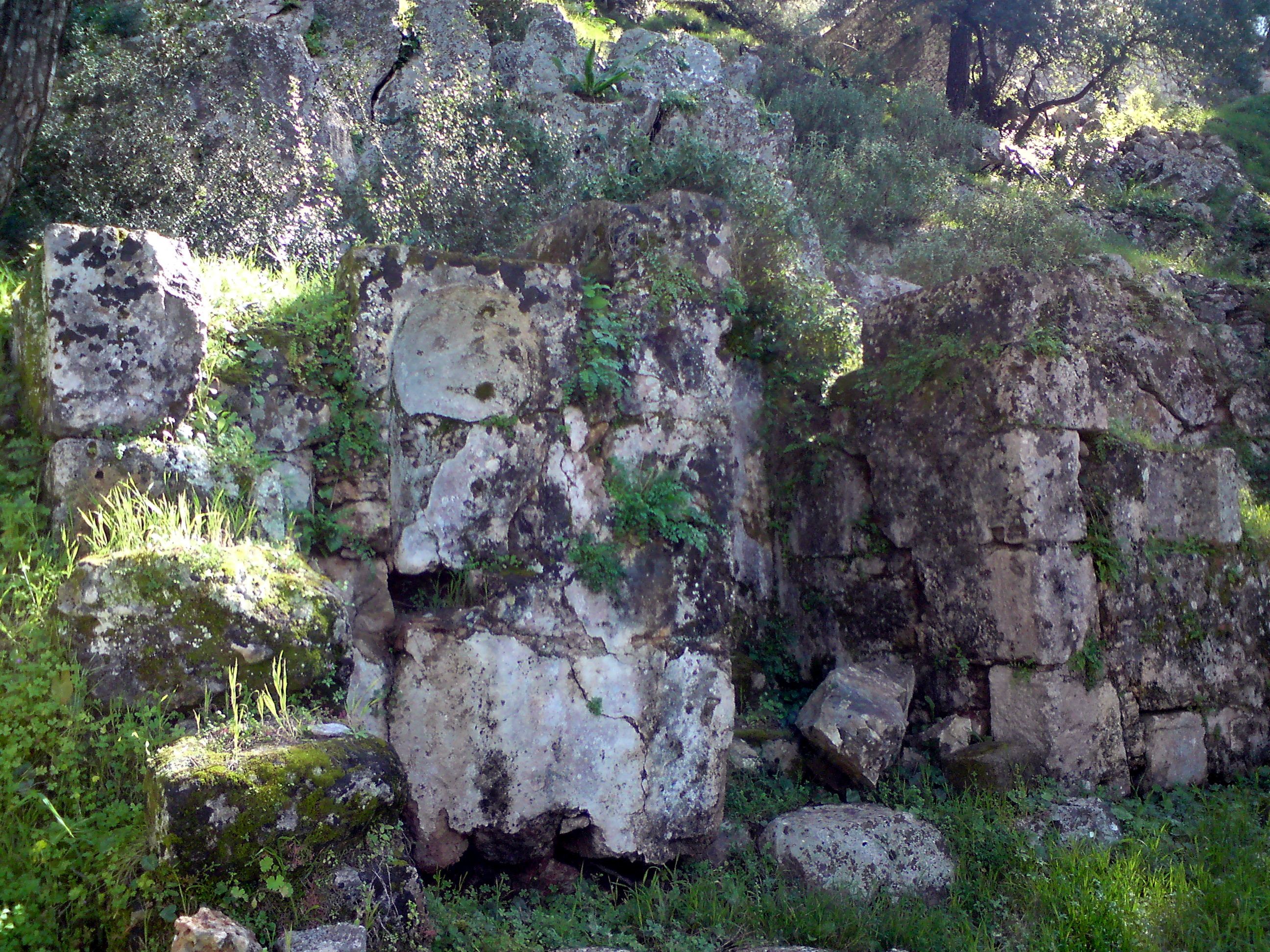
Restos de la antigua Cranios.

Cranios (en griego, Κράνιοι) es el nombre de una antigua ciudad griega de Cefalonia.
Tanto Tucídides como Estrabón mencionan que se trataba de una de las cuatro ciudades de la isla de Cefalonia, junto con Proneso, Paleis y Same. Tucídides comenta que una expedición corintia del año 430 a. C. que había repuesto en el poder en la ciudad de Ástaco a Evarco, desembarcó en Cefalonia junto a la ciudad de Cranios. Los cranios atacaron por sorpresa a los corintios tras engañarles respecto a un acuerdo y lograron que los corintios reembarcaran y regresaran a su tierra. Cranios también fue el lugar donde, durante la Paz de Nicias, a petición de los lacedemonios, los atenienses llevaron desde Pilos a los mesenios, hilotas y otros desertores de Laconia. Más tarde, en el 418 a. C., los atenienses volvieron a llevar a los hilotas desde Cranios hasta Pilos para que se dedicaran al pillaje. Los habitantes de Cranios son mencionados también por Tito Livio, que dice que se rindieron ante el ejército romano de Marco Fulvio en el año 189 a. C. Estrabón únicamente añade que en su tiempo era pequeña y de escasa importancia y que, al igual que Paleis, estaba situada en la parte más estrecha de la isla.
Se localiza en la parte occidental de Cefalonia, cerca de la población moderna de Argostoli, donde quedan restos que incluyen fortificaciones defensivas y un santuario dedicado a Deméter y Perséfone.
En la famosa saga de juegos Assassin's Creed en la entrega que salió en 2018 llamada Assassin's Creed Odyssey salen estas ruinas representadas, ya que una parte del mapa de este juego es la isla de Cefalonia.       La representación de estas ruinas es considerado un fallo histórico dentro del videojuego ya que esta ambientado entre el año 431 a 422 a. C. y en ese entonces la ciudad de Cranios albergaba vida y no era solo ruinas.